# Lactobacillus rhamnosus GG
 Denne artikel bør gennemlæses af en person med fagkendskab for at sikre den faglige korrekthed.

Lactobacillus rhamnosus GG er en bakterie, der tilhører den normale tarmflora og som derfor ikke er sygdomsfremkaldende. Derimod har den probiotiske egenskaber. Se probiotika.
Mulige virkningsmekanismer er kompetitiv hæmning af kolonisation med sygdomsfremkaldende bakterier, som E. coli og salmonella, stimulering af slimproduktion, hvorved tarmens barrierefunktion forstærkes, syntese af stoffer med antimikrobiel aktivitet over for sygdomsfremkaldende bakterier i tarmen samt stimulation af produktion af antistof (IgA).
Effekten af Lactobacillus rhamnosus GG er videnskabeligt veldokumenteret ved indtagelse af doser på minimum ≥ 6 milliarder levende bakterier 1 til 2 gange dagligt. Det er essentielt for effekten at L. rhamnosus GG indtages i tilstrækkelige høje doser.

## Ingen bivirkninger
Bivirkninger af langtidsbehandling med Lactobacillus rhamnosus GG er ikke registreret i kliniske undersøgelser, og der er ikke rapporteret om komplikationer, herunder invasive infektioner forårsaget af udefra tilførte bakterie. Behandling med L. rhamnosus GG må generelt antages at være uden nogen form for risiko. [kilde mangler]